# Amedeo Trivisonno
Amedeo Trivisonno (Campobasso, 3 ottobre 1904 – Firenze, 28 dicembre 1995) è stato un pittore italiano.
Frequentò l'Accademia di Belle Arti di Roma e si perfezionò, successivamente, a Firenze.
Tra le sue prime opere c'è l'affresco della chiesa di San Nicola a Pollutri realizzato nel 1926. Stabilitosi a Campobasso, nel 1927 Trivisonno sposò Maria Rosaria Barletta e si trasferì brevemente a Isernia, per poi tornare nel capoluogo molisano e poi a Roma, dove aveva un secondo studio. Nel periodo a Campobasso Trivisonno fu chiamato ad abbellire gli interni del santuario della Madonna del Monte accanto al castello Monforte, divenuta proprietà dei Padri del Sacro Cuore; poi nel 1935-38 lavorò agli interni della Cattedrale della Santissima Trinità di Campobasso. Divenne poi docente di storia dell'arte all'Istituto Magistrale di Campobasso dal 1938 al 1951. Nel 1940 svolse per un breve tempo la sua attività a Napoli dove dipinse il salone della Mostra d'Oltremare. Dal 1952 insegnò pitture presso la Scuola d'Arte italiana al Cairo, in Egitto. Tornato in Italia, morì a Firenze nel 1995.
Il suo stile è stato sempre improntato a raffigurare figure reali. La tecnica preferita dal Trivisonno era l'affresco, utilizzato per riempire i vuoti delle chiese, prediligendo gli episodi dei Vangeli (le Natività, le Annunciazioni, gli episodi della vita di Cristo e Maria e soprattutto quelli della Passione). I suoi lavori si trovano nella cattedrale di San Pietro a Isernia (1927); a Campobasso nella Cattedrale  (1933-35), nella cappella del Convitto nazionale "Mario Pagano" e nella chiesa di Santa Maria del Monte; nella chiesa di San Giovanni Battista a San Giovanni in Galdo (1949); a Bojano (volta della Cattedrale di San Bartolomeo) e nella chiesa madre di Santa Cristina di Sepino (1968). 
Fu chiamato a lavorare anche in varie chiese dei paesetti molisani quali Baranello, Venafro, Colle d'Anchise, San Giuliano del Sannio, Sant'Elia a Pianisi; in Abruzzo a Pollutri; in Campania a Benevento e in Puglia a San Marco in Lamis e Serracapriola.
I suoi affreschi sono presenti anche nella basilica di Maria Santissima dell'Addolorata di Castelpetroso ed al Cairo. 
Oltre alla pittura sacra, Trivisonno dipinse anche olii su tela e ritratti per privati. In Abruzzo nel comune di Rocca San Giovanni, si conserva una "Ultima Cena" nella chiesa parrocchiale. 
Il 3 ottobre 2024 è stato pubblicato un sito che abbraccia tutto il suo percorso di vita e artistico, toccando le varie tecniche da lui utilizzate (dall'affresco alla pittura da cavalletto al disegno), con uno sguardo particolare alla materia pittorica, che molto lo appassionava. Trivisonno è stato riconosciuto maestro del disegno e dell'affresco del '900 da diversi critici e storici dell'arte, come documentato nel sito stesso. https://www.amedeotrivisonno.it/
| Controllo di autorità | VIAF (EN) 32890206 · ISNI (EN) 0000 0000 3549 5374 · SBN CFIV113855 · ULAN (EN) 500349737 · LCCN (EN) n97118621 · GND (DE) 122898222 |